# Hernán Losada
Hernán Pablo Losada, né le 9 mai 1982 à Buenos Aires en Argentine, est un footballeur et entraîneur argentin qui joue au poste de milieu de terrain.

## Biographie

### Carrière de joueur
Losada est formé au Club Atlético Independiente, un club de sa ville natale, Buenos Aires. Il fait ses débuts en 1re division argentine en 2003. N'étant pas titulaire, il est prêté à l'Universidad de Chile. En 2006, il signe au Germinal Beerschot, club évoluant en Jupiler League. Après deux saisons passées à Anvers, il est recruté par le RSC Anderlecht en juin 2008,. En 2009, trop peu utilisé au RSC Anderlecht, il est prêté au SC Heerenveen aux Pays-Bas. Losada est à nouveau prêté durant la saison 2010-2011 au Sporting de Charleroi. En mai 2011, il quitte le RSC Anderlecht et revient au Germinal Beerschot.

### Carrière d'entraîneur

#### K Beerschot VA
Hernan Losada met un terme à sa carrière en juin 2018 et est directement intégré dans le staff technique du club,.
Il devient ainsi entraîneur-adjoint et plus particulièrement entraîneur des attaquants du Beerschot ainsi que l'entraîneur des espoirs du club. Le 9 octobre 2019, Stijn Vreven est licencié et le Beerschot choisi Losada comme nouvel entraîneur principal, avec pour mission de ramener le club en Jupiler Pro League. 
Hernan Losada permet au Beerschot de remporter la deuxième tranche de la D1B et donc de jouer la finale de la D1B pour déterminer le champion. Avec deux victoires contre OHL, il permet au club anversois d'être champion de D1B et de monter en D1A. En juin 2020, il prolonge son contrat de trois ans avec le Beerschot. Mais, le 17 janvier 2021, il quitte le club anversois pour la MLS. La défaite contre Bruges (0-3) est sa dernière rencontre en tant qu’entraîneur du Beerschot.

#### D.C. United
D.C. United débauche l'entraîneur argentin du Beerschot le 18 janvier 2021. Il y signe un contrat portant sur trois saisons. Manquant les séries éliminatoires en 2021, il est licencié le 20 avril 2022 après une série de quatre défaites consécutives en championnat en début de saison 2022.

#### CF Montréal
Le 21 décembre 2022, Losada est nommé entraineur-chef du CF Montréal,. L'entraîneur de 40 ans succède alors à Wilfried Nancy, parti entraîner le Crew de Columbus, et devient donc le neuvième pilote de l'histoire du club depuis son arrivée en MLS en 2012. Il est congédié par l'équipe le 9 novembre 2023.